# Ahmet Bilek
Ahmet Bilek (né en 1932 et mort le 4 octobre 1970) est un lutteur turc spécialiste de la lutte libre. Il participe aux Jeux olympiques d'été de 1960 en combattant dans la catégorie des poids mouches (-52 kg) et remporte la médaille d'or.

## Palmarès

### Jeux olympiques
- Jeux olympiques de 1960 à Rome,  Italie
  -  Médaille d'or.